# Chiu Heng-An
Chiu Heng-An (19 de diciembre de 1966) es un deportista taiwanés que compitió en judo. Ganó una medalla de bronce en el Campeonato Asiático de Judo de 1988 en la categoría de –86 kg.

## Palmarés internacional
| Representando a China Taipéi |                 |                   |           |
| Campeonato Asiático          |                 |                   |           |
| Año                          | Lugar           | Medalla           | Categoría |
| 1988                         | Damasco (Siria) | Medalla de bronce | –86 kg    |